# Lista de monarcas de Raiatea
O Reino de Raiatea foi um estado polinésio foi um reino surgido no século XVIII até sua anexação á Polinésia Francesa em 1888. Após a abdicação de Tamatoa VI, um governo rebelde pelo chefe Teraupoo e a rainha Tuarii, como uma forma de expulsar o governo colonial francês. Os últimos rebeldes foram derrotados em 1897. A ilha atualmente faz parte da Polinésia Francesa. 

## Ries de Raiatea
| Nome                  | Retrato | Reinado               | Reinado             | Casa    | Vida | Vida |
| --------------------- | ------- | --------------------- | ------------------- | ------- | ---- | ---- |
| Tamatoa III           |         | 1820                  | 1831                | Tamatoa | 1757 | 1831 |
| Tamatoa IV            |         | 1831                  | 1857                | Tamatoa | 1797 | 1857 |
| Tamatoa V             |         | 1857                  | 1871                | Pōmare  | 1842 | 1881 |
| Tahitoe               |         | 1871                  | 1881                | Tamatoa | 1808 | 1881 |
| Tehauroa              |         | 1881                  | 1884                | Tamatoa | 1830 | 1884 |
| Tamatoa VI            |         | 25 de janeiro de 1885 | 18 de março de 1888 | Tamatoa | 1853 | 1905 |
| Tuarii (Sob Teraupoo) |         | 1888                  | 1897                | Tamatoa | ???? | 1911 |